# 1093
Il 1093 (MXCIII in numeri romani) è un anno  dell'XI secolo.

## Eventi
Visita pastorale di Urbano II ad Alatri

## Nati
- Demetrio I di Georgia, re († 1156)
- Corrado III di Svevia, duca tedesco († 1152)
- Simone di Sicilia, politico normanno († 1105)

## Morti
- 21 gennaio - Sofia di Bar, nobile
- 10 aprile - Vsevolod di Kiev, principe russo (n. 1030)
- 17 aprile - Margareta Hasbjörnsdatter, regina
- 10 luglio - Ulrico di Zell, monaco cristiano e abate tedesco (n. 1029)
- 30 luglio - Berta d'Olanda, regina
- 4 agosto - Alano il Rosso, generale francese
- 20 agosto - Ugo I di Borgogna, duca
- 22 settembre - Olaf III di Norvegia, re norvegese
- 30 settembre - Amato di Nusco, vescovo italiano
- 13 ottobre - Roberto I di Fiandra, conte fiammingo
- 13 novembre - Malcolm III di Scozia, re scozzese (n. 1031)
- 16 novembre - Margherita di Scozia, regina e santa (n. 1045)
- 16 novembre - Edoardo di Scozia, principe scozzese
- 21 novembre - Simeon, religioso inglese (n. 993)
- 4 dicembre - Anselmo III da Rho, arcivescovo cattolico italiano
- Berengario I di Berga, conte
- Costanza di Borgogna, francese (n. 1046)
- Goffredo di Montbray, vescovo normanno
- Gregorio di Pečers'k, monaco cristiano ucraino
- Kruto, sovrano obodrita
- Rhys ap Tewdwr, principe gallese (n. 1040)
- Etelredo di Scozia, nobile e abate scozzese

## Calendario
| Calendario 1093 | Calendario 1093 | Calendario 1093 | Calendario 1093 | Calendario 1093 | Calendario 1093 | Calendario 1093 | Calendario 1093 | Calendario 1093 | Calendario 1093 | Calendario 1093 | Calendario 1093 | Calendario 1093 | Calendario 1093 | Calendario 1093 | Calendario 1093 | Calendario 1093 | Calendario 1093 | Calendario 1093 | Calendario 1093 | Calendario 1093 | Calendario 1093 | Calendario 1093 | Calendario 1093 | Calendario 1093 | Calendario 1093 | Calendario 1093 | Calendario 1093 | Calendario 1093 | Calendario 1093 | Calendario 1093 | Calendario 1093 | Calendario 1093 |
| --------------- | --------------- | --------------- | --------------- | --------------- | --------------- | --------------- | --------------- | --------------- | --------------- | --------------- | --------------- | --------------- | --------------- | --------------- | --------------- | --------------- | --------------- | --------------- | --------------- | --------------- | --------------- | --------------- | --------------- | --------------- | --------------- | --------------- | --------------- | --------------- | --------------- | --------------- | --------------- | --------------- |
|                 | 1               | 2               | 3               | 4               | 5               | 6               | 7               | 8               | 9               | 10              | 11              | 12              | 13              | 14              | 15              | 16              | 17              | 18              | 19              | 20              | 21              | 22              | 23              | 24              | 25              | 26              | 27              | 28              | 29              | 30              | 31              |                 |
| Gennaio         | Sa              | Do              | Lu              | Ma              | Me              | Gi              | Ve              | Sa              | Do              | Lu              | Ma              | Me              | Gi              | Ve              | Sa              | Do              | Lu              | Ma              | Me              | Gi              | Ve              | Sa              | Do              | Lu              | Ma              | Me              | Gi              | Ve              | Sa              | Do              | Lu              |                 |
| Febbraio        | Ma              | Me              | Gi              | Ve              | Sa              | Do              | Lu              | Ma              | Me              | Gi              | Ve              | Sa              | Do              | Lu              | Ma              | Me              | Gi              | Ve              | Sa              | Do              | Lu              | Ma              | Me              | Gi              | Ve              | Sa              | Do              | Lu              |                 |                 |                 |                 |
| Marzo           | Ma              | Me              | Gi              | Ve              | Sa              | Do              | Lu              | Ma              | Me              | Gi              | Ve              | Sa              | Do              | Lu              | Ma              | Me              | Gi              | Ve              | Sa              | Do              | Lu              | Ma              | Me              | Gi              | Ve              | Sa              | Do              | Lu              | Ma              | Me              | Gi              |                 |
| Aprile          | Ve              | Sa              | Do              | Lu              | Ma              | Me              | Gi              | Ve              | Sa              | Do              | Lu              | Ma              | Me              | Gi              | Ve              | Sa              | Do              | Lu              | Ma              | Me              | Gi              | Ve              | Sa              | Do              | Lu              | Ma              | Me              | Gi              | Ve              | Sa              |                 |                 |
| Maggio          | Do              | Lu              | Ma              | Me              | Gi              | Ve              | Sa              | Do              | Lu              | Ma              | Me              | Gi              | Ve              | Sa              | Do              | Lu              | Ma              | Me              | Gi              | Ve              | Sa              | Do              | Lu              | Ma              | Me              | Gi              | Ve              | Sa              | Do              | Lu              | Ma              |                 |
| Giugno          | Me              | Gi              | Ve              | Sa              | Do              | Lu              | Ma              | Me              | Gi              | Ve              | Sa              | Do              | Lu              | Ma              | Me              | Gi              | Ve              | Sa              | Do              | Lu              | Ma              | Me              | Gi              | Ve              | Sa              | Do              | Lu              | Ma              | Me              | Gi              |                 |                 |
| Luglio          | Ve              | Sa              | Do              | Lu              | Ma              | Me              | Gi              | Ve              | Sa              | Do              | Lu              | Ma              | Me              | Gi              | Ve              | Sa              | Do              | Lu              | Ma              | Me              | Gi              | Ve              | Sa              | Do              | Lu              | Ma              | Me              | Gi              | Ve              | Sa              | Do              |                 |
| Agosto          | Lu              | Ma              | Me              | Gi              | Ve              | Sa              | Do              | Lu              | Ma              | Me              | Gi              | Ve              | Sa              | Do              | Lu              | Ma              | Me              | Gi              | Ve              | Sa              | Do              | Lu              | Ma              | Me              | Gi              | Ve              | Sa              | Do              | Lu              | Ma              | Me              |                 |
| Settembre       | Gi              | Ve              | Sa              | Do              | Lu              | Ma              | Me              | Gi              | Ve              | Sa              | Do              | Lu              | Ma              | Me              | Gi              | Ve              | Sa              | Do              | Lu              | Ma              | Me              | Gi              | Ve              | Sa              | Do              | Lu              | Ma              | Me              | Gi              | Ve              |                 |                 |
| Ottobre         | Sa              | Do              | Lu              | Ma              | Me              | Gi              | Ve              | Sa              | Do              | Lu              | Ma              | Me              | Gi              | Ve              | Sa              | Do              | Lu              | Ma              | Me              | Gi              | Ve              | Sa              | Do              | Lu              | Ma              | Me              | Gi              | Ve              | Sa              | Do              | Lu              |                 |
| Novembre        | Ma              | Me              | Gi              | Ve              | Sa              | Do              | Lu              | Ma              | Me              | Gi              | Ve              | Sa              | Do              | Lu              | Ma              | Me              | Gi              | Ve              | Sa              | Do              | Lu              | Ma              | Me              | Gi              | Ve              | Sa              | Do              | Lu              | Ma              | Me              |                 |                 |
| Dicembre        | Gi              | Ve              | Sa              | Do              | Lu              | Ma              | Me              | Gi              | Ve              | Sa              | Do              | Lu              | Ma              | Me              | Gi              | Ve              | Sa              | Do              | Lu              | Ma              | Me              | Gi              | Ve              | Sa              | Do              | Lu              | Ma              | Me              | Gi              | Ve              | Sa              |                 |